# Universidad Católica de El Salvador
L'Universidad Católica de El Salvador (UNICAES) è un'università privata di indirizzo cattolico con sede a Santa Ana, in El Salvador.
Fu fondata il 13 aprile 1982 con il nome di Universidad Católica de Occidente da Marco René Revelo Contreras, vescovo di Santa Ana, sotto l'egida della Conferencia Episcopal de El Salvador. La prima sede fu presso il seminario maggiore di Santa Ana, ma nel 1997 fu trasferita in un nuovo campus.